# Coloni FC189B
Chronologie des modèles (1990)
Coloni FC189 Coloni FC189C
La Coloni FC189B, également connue sous la dénomination Coloni C3B, est une monoplace de Formule 1 engagée par l'écurie italienne Coloni dans le cadre de la première partie du championnat du monde de Formule 1 1990. Pilotée par le Belge Bertrand Gachot, elle est équipée d'un moteur à douze cylindres à plat conçu par Subaru.

## Historique
Durant l'intersaison 1989-1990, Enzo Coloni, à court de liquidités, vend 51% des parts de son écurie au constructeur japonais Subaru, qui souhaite concurrencer son rival Honda, motoriste victorieux en Formule 1 avec Williams, puis McLaren Racing depuis 1986. Néanmoins, Subaru n'est pas en mesure de concevoir immédiatement un moteur de Formule 1 et sous-traite cette besogne à l'officine italienne Motori Moderni dirigée par Carlo Chiti, qui construit un moteur à douze cylindres à plat de soixante soupapes, à injection directe, de 3 500 cm3 de cylindrée,. Ce moteur s'avère très lourd puisqu'il pèse 112 kilogrammes. En outre, la FC189B est désormais équipée de pneumatiques Goodyear en lieu et place des gommes Pirelli utilisées depuis 1987.
Après un rapide déverminage, la FC189B est engagée au Grand Prix des États-Unis, première manche de la saison 1990. À son volant, Bertrand Gachot ne boucle qu'un seul tour lent lors des préqualifications, avant que sa boîte de vitesses ne casse, l'empêchant de participer au reste du weekend de course. Au Brésil, le Belge rend onze secondes aux pilotes de l'écurie Larrousse, les plus rapides des préqualifications, et seize secondes à la pole position établie par Ayrton Senna.
À Saint-Marin, malgré une monoplace allégée de vingt kilogrammes, Gachot échoue de nouveau à se préqualifier, la FC189B étant encore trop lente. À Monaco, le Belge effectue un tour à dix secondes de l'AGS JH25 de Gabriele Tarquini, premier éliminé de la séance préqualificative, avant que la canalisation d'huile de sa monoplace ne lâche.
Lors du Grand Prix du Canada, Christian Vanderpleyn reprend momentanément la direction technique de Coloni afin de concevoir la nouvelle monoplace qui doit accueillir le futur moteur V12 développé par Subaru. En piste, Gachot sort de la piste à deux reprises. Toujours non-préqualifié, il révèle que la FC189B est trop lourde d'une centaine de kilogrammes. Malgré ces déboires, la monoplace italienne progresse et échoue à se préqualifier pour une seconde lors du Grand Prix du Mexique.
Le 6 juillet, soit deux jours avant le Grand Prix de France, la société mixte Subaru-Coloni est dissoute : le constructeur japonais cède ses parts à Enzo Coloni et quitte la Formule 1, accusant son associé de ne pas avoir restructuré son écurie, malgré les cinq millions de dollars qui lui ont été versés. De son côté, Coloni déplore le fait que non seulement le bloc provisoire n'est pas performant, mais aussi que le constructeur japonais n'a jamais livré de moteur V12, alors qu'il était prévu pour le 31 mars, soit pour le début de la saison européenne, à Saint-Marin.
En attendant la conception de la nouvelle Coloni FC189C à moteur Ford-Cosworth, l'écurie italienne continue d'utiliser le bloc Subaru, qui tombe en panne dès le premier tour des préqualifications de l'épreuve française. Enfin, pour la dernière exploitation du moteur Subaru, en Grande-Bretagne, Gachot ne se préqualifie pas et ne devance que la moribonde Life L190 de Bruno Giacomelli, la seule monoplace plus lente que la FC189B,.

## Résultats en championnat du monde de Formule 1
| Saison | Écurie               | Moteur          | Pneus    | Pilotes         | Courses | Courses | Courses | Courses | Courses | Courses | Courses | Courses | Courses | Courses | Courses | Courses | Courses | Courses | Courses | Courses | Points inscrits | Classement |
| Saison | Écurie               | Moteur          | Pneus    | Pilotes         | 1       | 2       | 3       | 4       | 5       | 6       | 7       | 8       | 9       | 10      | 11      | 12      | 13      | 14      | 15      | 16      | Points inscrits | Classement |
| ------ | -------------------- | --------------- | -------- | --------------- | ------- | ------- | ------- | ------- | ------- | ------- | ------- | ------- | ------- | ------- | ------- | ------- | ------- | ------- | ------- | ------- | --------------- | ---------- |
| 1990   | Subaru Coloni Racing | Subaru 1235 F12 | Goodyear |                 | USA     | BRÉ     | SMR     | MON     | CAN     | MEX     | FRA     | GBR     | ALL     | HON     | BEL     | ITA     | POR     | ESP     | JAP     | AUS     | 0               | 20e        |
| 1990   | Subaru Coloni Racing | Subaru 1235 F12 | Goodyear | Bertrand Gachot | Npq     | Npq     | Npq     | Npq     | Npq     | Npq     | Npq     | Npq     |         |         |         |         |         |         |         |         | 0               | 20e        |

Légende : ici 